# Un profilo biografico del Dr Samuel Johnson
Un profilo biografico del Dr Samuel Johnson (A Biographical Sketch of Dr Samuel Johnson) fu scritto da Thomas Tyers per il numero di Dicembre 1784 di The Gentleman's Magazine.
La biografia venne scritta subito dopo la morte di Samuel Johnson ed è la prima opera biografica scritta postmortem dell'autore del Dizionario. La prima completa biografia venne scritta da John Hawkins ed è intitolata Vita di Samuel Johnson (1787).

## Contesto
Si sa poco circa il rapporto condiviso fra Johnson e Tyers, salvo che Johnson affermò che "Tyers gli dice sempre qualcosa che prima non conosceva" e veniva ricordato con molta familiarità da Johnson ai propri amici. Comunque, Johnson, in The Idler, descrisse Tyers, chiamandolo Tom Restless (Tom Irrequieto),  in "una circostanza" e dice:
"Al mattino, Tom Restless si reca in un caffè, dove si infila fra le persone che stanno discorrendo per cogliere i loro discorsi e si sforza di tenere a mente qualcosa che, quando è sta filtrata nel cranio di Tom, è così vicina al nulla da non poter più capirne il significato iniziale. Questo rimasuglio viene da lui portato da un conoscente all'altro in un turbinio di visite, finché, ascoltando ciò che ognuno dice sulla questione, a cena egli è in grado di dire egli stesso qualcosa; alla pari di un grande genio che si sente a suo agio fra quelli a lui inferiori, incontra gente che si chiede come possa una persona così giovane parlare in modo tanto assennato." 
Samuel Johnson morì il 13 dicembre 1784. Per onorarne il ricordo, il Gentleman's Magazine pubblicò Un profilo biografico del Dr Samuel Johnson nel numero di Dicembre. Tyers scrisse il profilo nel giro di pochi giorni intercorrenti fra l'evento luttuoso e la pubblicazione della rivista.

## Contenuto dell'opera
Tyers usò il suo Profilo biografico per discutere dello stato mentale di Johnson, ma non tutti furono d'accordo con il modo in cui Tyers rivelò la vita privata di Johnson; Hester Lynch Piozzi scrisse nel suo Anecdotes of the Late Samuel Johnson, "Povero Johnson! Io vedo che non lasceranno nulla di non detto di ciò che io ho faticato così tanto a tenere segreto; Io ero così delicata nel cercare di tener celata la sua tanto fantasticata follia." Indipendentemente da quanto la Thrale possa aver desiderato, i critici da allora in poi hanno puntato la loro attenzione sullo stato mentale di Johnson. In particolare, John Wain mette in risalto la descrizione fatta da Tyers di un Johnson "simile ad un fantasma. Parla solo se gli si rivolge la parola",, che Wain considerò come una "spiritosaggine".  Allo stesso modo, Walter Jackson Bate dà credito a Tyers quando questi riesce a cogliere in parte l'abilità "bisociativa" di Johnson nel "riunire assieme due schemi alternativi di esperienza".
Tyers, quando afferma che Johnson "diceva le cose più comuni nella maniera più attuale", descrive la "imprevedibilità" di Johnson ed un
"ulteriore processo mentale in cui l'originale rimescolio di prospettive, già sorprendenteci con elementi che avevamo trascurato o dimenticato, è affiancato da considerazioni tratte da altre matrici di esperienza che possono essere solo descritte come 'morali,' cioè che hanno a che fare con la condizione umana - con le speranze e le paure umane; con valori, scopi o obiettivi; con il comune, mai dimenticato, del 'destino dell'uomo' e con una insonne urgenza pratica nei considerare concretamente cosa fare e come vivere."
Tyers conclude il suo lavoro con queste parole:
"Alla fine di questo profilo, può essere insinuato (prima avrebbe potuto essere pregiudizio) che Johnson ha detto a questo scrittore, poiché vide che egli sempre porgeva occhi ed orecchi a lui, che una volta o l'altra potrebbe essere chiamato ad assistere ad una narrazione postuma della sua vita. Qualche anno fa, al nostro autore fu suggerito da questo Rapsodo di scrivere la propria vita, per paura che qualcuno la potesse scrivere al suo posto. Si ha motivo di credere che egli abbia lasciato un manoscritto. I suoi esecutori testamentari, tutti uomini onorevoli, siederanno in giudizio attorno alle sue carte. Thuanus, Buchanan, Huetius ed altri, hanno avuto i loro storici. Il ricordo di alcune persone, come dice Mably, 'è nella loro comprensione'. Alcuni lettori possono pensare che sia questo il caso di specie. Quali che siano gli aneddoti forniti dalla mia memoria, questo scrittore non li spartirà con qualsiasi altro compilatore di testi. L'autore, per quanto ha potuto, ha trasformato il piccolo grumo di oro in una purissimo foglio di oro.

## Valutazioni
James Boswell, nella sua Life of Samuel Johnson, scrisse:
[Tyers] ha abbondato in aneddoti, ma non è stato abbastanza accurato. Per questo, io non posso rischiare di avvalermi del profilo biografico da lui pubblicato, essendo egli uno di quei soggetti ambiziosi di collegare il loro nome a quello del mio illustre amico. Questo profilo, tuttavia, e una divertente breve raccolta di frammenti."